# Austin Hamilton
Austin Hamilton (* 29. Juli 1997) ist ein schwedischer Leichtathlet jamaikanischer Herkunft, der sich auf den Sprint spezialisiert hat.

## Sportliche Laufbahn
Erste internationale Erfahrungen sammelte Austin Hamilton im Jahr 2014, als er bei den Juniorenweltmeisterschaften in Eugene im 100-Meter-Lauf bis in das Halbfinale gelangte und dort mit 10,64 s ausschied. Im Jahr darauf belegte er bei den Junioreneuropameisterschaften in Eskilstuna in 10,72 s den fünften Platz und siegte mit der schwedischen 4-mal-100-Meter-Staffel in 39,73 s. 2016 schied er bei den U20-Weltmeisterschaften in Bydgoszcz über 100 Meter mit 10,47 s im Halbfinale aus und nahm anschließend mit der Staffel an den Europameisterschaften in Amsterdam teil, bei denen er mit 39,37 s aber nicht bis in das Finale gelangte. 2017 gewann er bei den Halleneuropameisterschaften in Belgrad in 6,63 s die Bronzemedaille im 60-Meter-Lauf hinter dem Briten Richard Kilty und Ján Volko aus der Slowakei. Anschließend gelangte er bei den U23-Europameisterschaften in Bydgoszcz in 10,40 s auf den sechsten Platz und konnte mit der Staffel seinen Vorlauf nicht beenden.
2018 qualifizierte er sich über 60 Meter für die Hallenweltmeisterschaften in Birmingham, bei denen er aber mit 7,35 s im Vorlauf ausschied. Im Jahr darauf gelangte er bei den Halleneuropameisterschaften in Glasgow bis in das Halbfinale und schied dort mit 6,75 s aus, ehe er bei den U23-Europameisterschaften in Gävle in 14,70 s den achten Platz belegte.
2017 wurde Hamilton schwedischer Meister im 100-Meter-Lauf sowie 2018 Hallenmeister über 60 Meter. Zudem siegte er 2013 mit der 4-mal-200-Meter-Staffel in der Halle und 2019 mit der 4-mal-100-Meter-Staffel im Freien.

## Persönliche Bestleistungen
- 100 Meter: 10,34 s (+1,5 m/s), 13. Juli 2017 in Bydgoszcz
  - 60 Meter (Halle): 6,62 s, 16. Februar 2019 in Norrköping
- 200 Meter: 21,37 s (−1,4 m/s), 23. August 2015 in Kalmar
  - 200 Meter (Halle): 21,89 s, 31. Januar 2016 in Malmö